# Phalacropterix atribombycella
Phalacropterix atribombycella är en fjärilsart som beskrevs av Charles Théophile Bruand d’Uzelle 1853. Phalacropterix atribombycella ingår i släktet Phalacropterix och familjen säckspinnare. Inga underarter finns listade i Catalogue of Life.